# August Bambula
August Bambula (* 28. November 1899 in Herisau; † 11. September 1985 in Zürich) war ein Schweizer Aktivist der ersten Homosexuellenbewegung der 1930er Jahre.
Ab 1927 bis 1934 ist er im Deutschen Bühnenjahrbuch als Schauspieler verzeichnet, vom Oktober 1927 an für das Städtebundtheater Biel-Solothurn und im zweiten Jahr seiner Bühnenkarriere von September 1928 bis April 1929 für das thüringische Landestheater Rudolstadt. Als Schauspieler agierte er auch unter dem Namen Arno Bambula. 1930/1931 lebte er in Arbon am Bodensee. Vermutlich hielt er sich auch häufiger in Berlin auf, wo er häufiger Friedrich Radszuweit als Redner erlebte und 1929 an einer Kundgebung des Bund für Menschenrecht teilnahm, der von Radszuweit geleiteten, größten zeitgenössischen Organisation der deutschen Homosexuellenbewegung.
Seit Oktober 1931 lebte Bambula dann in Zürich als kaufmännischer Angestellter, nur gelegentlich spielte er noch Theater. Spätestens zu dieser Zeit kam er mit der Zürcher Homosexuellenbewegung in Kontakt. Er trat im Januar 1932 gemeinsam mit Laura Thoma als Autor und Verleger der ersten Schweizer Homosexuellen-Zeitschrift Das Freundschaftsbanner in Erscheinung. Im selben Monat wurde er als Vizepräsident des «Excentric-Club Zürich» (ECZ) erwähnt, einem Verbund homosexueller Männer, der gemeinsam mit dem «Damenklub Amicitia» die Herausgabe des Freundschaftsbanners betrieb und den ersten Schweizer Dachverband homosexueller Organisationen, den Schweizer Freundschaftsverband gründete. Es wird vermutet, dass er nach dem Ausscheiden des bisherigen ECZ-Präsidenten Ernst Feist dessen Amt übernahm.
Bambula agierte als Autor und Verleger unter dem Pseudonym Torrero. Seine Schriften waren kämpferische bewegungspolitische Texte. Nach Thomas raschem Rückzug von der Redaktion des Freundschaftsbanners verantwortete Bambula die wenigen nachfolgenden Ausgaben der Zeitschrift allein, die letzte von ihm verantwortete Ausgabe war die Nummer 19. Im Oktober 1932 zog sich Bambula aus dem Freundschaftsbanner zurück. Vereinzelt war er 1933 noch aktiv für den Freundschaftsverband, im Februar 1934 trat er aus diesem aus.
Danach sind von Bambula nur noch Berufsangaben bekannt. Über zwei Jahre hatte er eine Blumenhandlung, ab 1938 war er Vertreter für Küchenmaschinen. Um 1950 betrieb er eine Handweberei, mit seinem Kompagnon lebte er seit 1938 an derselben Adresse, es wird daher vermutet, dass sie Lebenspartner waren. Sein Freund zog 1960 aus, heiratete und wurde Vater, Bambula wurde Pate des Kindes. Bambula starb 1985 in Zürich.